# Contea di Attala
La contea di Attala (in inglese Attala County) è una contea dello Stato del Mississippi, negli Stati Uniti. La popolazione al censimento del 2000 era di 19 661 abitanti. Il capoluogo di contea è Kosciusko. La contea prende il nome dal romanzo Atala di François-René de Chateaubriand.